# Søren Abildgaard
Søren Abildgaard (Christiansand, 18 febbraio 1718 – Copenaghen, 2 luglio 1791) è stato un pittore danese.

## Biografia
Formatosi a Copenaghen, lavorò come incisore ed è noto per le numerosi illustrazioni di antichità scandinave. Era padre del medico e veterinario Peter Christian Abildgaard e del celebre pittore Nicolai Abraham Abildgaard, che apprese dal padre i rudimenti dell'arte.